# Euneo
Euneo, nella mitologia greca, era il figlio di Giasone e della regina di Lemno, Ipsipile.
Alla morte della madre regnò sull'isola. Durante la guerra di Troia fornì vino agli Achei.
Da Achille comprò Licaone, figlio di Priamo, riscattato poi da Eezione d'Imbro.

## Fonti
- Pseudo-Apollodoro, Bibliotheca, 1. 9. 17
- Igino, Fabulae, 15; 273
- Ovidio, Heroides, 6. 119
- Publio Papinio Stazio, Thebaide, 6. 464
- Omero, Iliade, 7. 465 ; 23. 747